# Sepsina copei
Sepsina copei — вид сцинкоподібних ящірок родини сцинкових (Scincidae). Ендемік Анголи. Вид названий на честь американського герпетолога і натураліста Едварда Копа.

## Поширення і екологія
Sepsina copei мешкають в прибережних районах на заході Анголи. Вони живуть в сухих молочаєвих і мопанових саванах, на висоті до 600 м над рівнем моря. Ведуть наземний, риючий спосіб життя.